# PSO J030947.49+271757.31
PSO J030947.49+271757.31 — блазар, расположенный в созвездии Овна. По состоянию на март 2020 года является наиболее удалённым из известных науке блазаров с красным смещением (z) 6,1, что соответствует 13 млрд световых лет от Земли. Первый обнаруженный блазар с красным смещением более 6. С учётом расширения Вселенной — собственное расстояние блазара от Земли составляет около 30 млрд световых лет.

## Открытие
Астрономический объект был открыт и описан командой итальянских исследователей, включая Сильвию Белладитту из университета Инсубрии (Università degli Studi dell'Insubria) и Альберто Моретти из Национального института астрофизики (Istituto nazionale di astrofisica) в Милане. Спектроскопия была проведена при помощи Большого бинокулярного телескопа, подтвердившая большое красное смещение. Наблюдение в ренгеновском диапазоне, проведённое при помощи космического аппарата Swift, подтвердило, что объект относится к блазарам.

## Описание
При оценке спектра данного астрономического объекта было установлено, что он является активным ядром галактики, причём очень удалённым с рекордным для подобных объектов красным смещением.
По предварительным оценкам, с блазаром связана сверхмассивная чёрная дыра с массой около 1 млрд масс Солнца.
Большое красное смещение свидетельствует о том, что он уже существовал в ранней Вселенной (менее 1 млрд лет после Большого взрыва). Это подтверждает, что уже в первый миллиард лет после Большого взрыва существовали сверхмассивные чёрные дыры, испускающие мощные джеты, что налагает серьёзные ограничения на имеющиеся теоретические модели эволюции Вселенной и сверхмассивных чёрных дыр.